# Minha Benção
Minha Benção é um álbum de estúdio de Padre Marcelo Rossi, lançado em 2006 pela Sony BMG. 
Foi certificado com disco de diamante duplo por mais de um milhão de cópias vendidas no país, segundo a ABPD.
| N.º            | Título                                            | Compositor(es)                         | Duração |  |
| 1.             | "Minha Benção"                                    | Izael Francisco dos Santos             | 4:07    |  |
| 2.             | "Invocamos"                                       | Eros Biondini                          | 3:48    |  |
| 3.             | "Jesus, Neste Nome Há Poder"                      | Padre Cleidimar Moreira                | 4:40    |  |
| 4.             | "Manda Fogo"                                      | Gustavo / Jéferson Cristo              | 3:52    |  |
| 5.             | "Seja o Centro"                                   | Ana Paula Valadão                      | 4:54    |  |
| 6.             | "Sacramento da Cura"                              | Danilo Lopes / Francis Botene          | 4:39    |  |
| 7.             | "Noites Traiçoeiras"                              | Simone Telésforo / Carlos Pappae       | 4:12    |  |
| 8.             | "Eu Sou O Pão Do Céu"                             | Ítalo Villar / Arnóbio Moreira         | 3:06    |  |
| 9.             | "Tudo é do Pai"                                   | Frederico Cruz                         | 4:54    |  |
| 10.            | "Cura-Me"                                         | Dalvimar Gallo                         | 3:59    |  |
| 11.            | "Nossa Senhora Do Brasil" (part. Bruno & Marrone) | Bruno / Felipe                         | 3:54    |  |
| 12.            | "Quem Me Segurou Foi Deus"                        | Diácono Nelsinho Correia               | 4:11    |  |
| 13.            | "Noite Feliz (Silent Night)"                      | Franz Gruber (versão: Domínio Público) | 3:34    |  |
| 14.            | "O Primeiro Passo"                                | Dalvimar Gallo                         | 3:30    |  |
| Duração total: | Duração total:                                    | Duração total:                         | 57:24   |  |

## Vendas e certificações
| País | Certificação | Vendas/distribuição |
| --- | ------------ | ------------------- |
| Brasil (ABPD) | 2× Diamante  | 1.000.000+          |
| *vendas baseadas apenas na certificação ^distribuições baseadas apenas na certificação xdistribuições não-especificadas baseadas apenas na certificação |              |                     |